# 米帝が襲い来れば死を与えん
米帝が襲い来れば死を与えん（朝鮮語：미제가 덤벼들면 죽음을 주리）は、朝鮮民主主義人民共和国の軍歌で、崔俊慶と梁英哲が詞を書いたものである。この歌は激しい反米宣伝歌であり、主体思想のもとで米帝国主義の侵略者を撃滅し、彼らに千百倍の復讐を与える決意を表している。